# Lesz ez még így se!
A Lesz ez még így se! (eredeti cím: As Good as Good as It Gets) 1997-ben bemutatott amerikai romantikus filmvígjáték-dráma, amelyet James L. Brooks rendezett. A főszerepben Jack Nicholson, Helen Hunt és Greg Kinnear látható. A film 1997. december 25-én került a mozikba, és 50 millió dolláros költségvetésből 314,1 millió dolláros bevétellel kasszasiker lett.
Nicholson és Hunt elnyerte a legjobb férfi főszereplőnek, illetve a legjobb színésznőnek járó Oscar-díjat, így a Lesz ez még így se! a második film, amely megnyerte mindkét főszereplői díjat, az 1991-es A bárányok hallgatnak óta. A filmet a legjobb film kategóriában is jelölték, de végül a Titanic mögött alulmaradt. Az Empire magazin „Minden idők 500 legjobb filmje” listáján a 140. helyen szerepel.

## Rövid történet
A film egy hóbortos és kiállhatatlan modorú író, egy vonzó, egyedülálló pincérnő és egy meleg festőművész életét mutatja be.

## Szereplők
| Színész            | Szerep                    | Magyar hang          |
| ------------------ | ------------------------- | -------------------- |
| Jack Nicholson     | Melvin Udall              | Reviczky Gábor       |
| Helen Hunt         | Carol Connelly            | Kovács Nóra          |
| Greg Kinnear       | Simon Bishop              | Szabó Sipos Barnabás |
| Cuba Gooding Jr.   | Frank Sachs               | Kálid Artúr          |
| Skeet Ulrich       | Vincent Lopiano           | Welker Gábor         |
| Shirley Knight     | Beverly Connelly          | Halász Aranka        |
| Jesse James        | Spencer „Spence” Connelly | Szalay Csongor       |
| Yeardley Smith     | Jackie Simpson            | Bessenyei Emma       |
| Lupe Ontiveros     | Nora Manning              | Illyés Mari          |
| Bibi Osterwald     | Szomszédasszony           |                      |
| Harold Ramis       | Dr. Martin Bettes         | Kardos Gábor         |
| Lawrence Kasdan    | Dr. Green                 | Juhász György        |
| Julie Benz         | Recepciós hölgy           | Törtei Tünde         |
| Shane Black        | Brian, a Cafe 24 vezetője | Pálfai Péter         |
| Leslie Stefanson   | a Cafe 24 pincérnője      |                      |
| Tom McGowan        | Maitre D'                 | Bácskai János        |
| Brian Doyle-Murray | ezermester                |                      |
| Jamie Kennedy      | utcai strici              | Janovics Sándor      |
| Missi Pyle         | Cafe 24 pincérnő          |                      |
| Wood Harris        | Cafe 24 kiszállító        | Bognár Tamás         |
| Maya Rudolph       | rendőrnő                  | Bálint Sugárka       |

## A film készítése
1996-ban James L. Brooks Sydneyből Los Angelesbe utaztatta Geoffrey Rush-t, hogy jelentkezzen Simon Bishop szerepére, de Rush visszautasította. Owen Wilson társproducerként működött közre, ez volt az egyik első munkája Hollywoodban.
Nicholson és Brooks összetűzésbe keveredett a forgatáson Nicholson Melvin alakításának kapcsán, ami a produkció leállításához vezetett, hogy megtalálják a megfelelő tónust a karakterhez.
A festményeket Billy Sullivan New York-i művész készítette a filmhez.

### Filmzene
A filmzene Hans Zimmer által komponált hangszeres darabokat és különböző művészek dalait tartalmazza. Zimmer munkáját Oscar-díjra jelölték a Legjobb eredeti filmzene - musical vagy vígjáték kategóriában.

### Bevétel
A film kasszasiker lett; 12,6 millió dollárral a harmadik helyen nyitott (a Titanic és A holnap markában mögött), és belföldön több, mint 148 millió dollárt hozott, míg világszerte összesen 314 millió dolláros bevételt hozott. Ez Jack Nicholson második legjobban kereső filmje a Batman után.

## Fordítás
- Ez a szócikk részben vagy egészben  az   As Good as It Gets című angol Wikipédia-szócikk fordításán alapul.  Az eredeti cikk szerkesztőit annak laptörténete sorolja fel. Ez a jelzés csupán a megfogalmazás eredetét és a szerzői jogokat jelzi, nem szolgál a cikkben szereplő információk forrásmegjelöléseként.